# Ichiban Ushiro no Dai Maō
Ichiban Ushiro no Dai Maō (англ. Demon King Daimao, яп. いちばんうしろの大魔王, укр. Князь тьми із задньої парти)  — серія ранобе, написана Сотаро Мідзукі і проілюстрована Соуічі Іто. Опублікована компанією Hobby Japan під лейблом HJ Bunko. Станом на грудень 2010 року доступно 11 томів (перший був опублікований 1 лютого 2008 року). Японське видавництво Akita Shoten розпочала щомісячну серіалізацію манґа-адаптації у вересні 2008-го в журналі Champion Red, а студія Artland випустила в період з квітня по червень 2010-го однойменний аніме-серіал, що складався з 12 епізодів, на телеканалах Tokyo MX, TV Saitama, Chiba TV тощо. Жанр  — технофентезі, гарем, еччі, комедія, школа.

## Сюжет
Сюжет розвивається у світі, де тісно переплетені між собою високі технології і магія. Юнак на ім'я Сай Акто переводиться в приватну школу магічних мистецтв, щоб стати Верховним Жерцем: він мріє змінити світ, зробити його кращим. Ця мета сильно дивує Хатторі Джунку, десятикласницю тієї самої школи, з якою Сай Акто випадково познайомився на вокзалі, оскільки людині, що вирішила здійснити таку мрію, необхідно набратися рішучості, щоб вести абсолютно безгрішний спосіб життя. Вони клянуться одне одному у вірності, проводячи своєрідний ритуал з мечем, і розходяться кожен по своїх справах. Шкільний лікар Торі Міцуко проводить Сая на медобстеження до «штучного духу» — ворона Ято — який вміє передбачати майбутнє, і ким людина буде за професією. За статистикою, він майже завжди називає те покликання, про яке мрієш. Але на подив і жах (а, може, і те й інше) юнака і всіх оточуючих його школярів ворон замість покликання Верховного Жерця пророкує Саю, що йому судилося стати Князем Тьми. Так прозвали повелителя демонів, найруйнівнішу загрозу людства — ось ким буде Сай Акто в майбутньому. Всі школярі в паніці розбігаються, а чутки моментально розносяться по всій школі. В результаті у Сая Акто з'являються непримиренні вороги і віддані шанувальники, до нього проявляють увагу високопоставлені особистості, в тому числі і симпатичні дівчата, серед яких легковажна і весела Сьоґа Кена, яка таємничим чином пов'язана з минулим Сая; сексапільна Короне, охоронець-спостерігач, приставлена богом-магом до Сая на прохання директора школи, і Джунка Хатторі, яка за іронією долі належить до сім'ї «сухраістів», члени якої століттями охороняли імперію від сил зла. Таким чином, потрапивши у багатосторонній «любовний трикутник», змови і політичні перипетії, Саю Акто доведеться знайти відповідь на головне питання свого життя: чи судилося йому стати тим, про кого згадав штучний дух, і чи потрібно йому це взагалі.

## Персонажі

### Головні
- Акто Сай (яп. 紗伊 阿九斗)

Центральний чоловічий персонаж. Має каштанове волосся, фіолетові очі та пам'ятні відмітини під ними. Можливо, це символізує його роль як короля демонів. При зміні його особистості очі стають червоними, знаки під очима довгими.
Сирота, виховувався в церковному дитячому будинку, вступив до Магічної Академії, сподіваючись одного дня стати первосвящеником на благо суспільства. Однак після прибуття до Ягатарасу, пророчого духа школи, останній оголошує, що хлопець стане королем демонів у майбутньому. У результаті всі студенти починають його боятися та робити з нього параноїка.
Загалом Сай добра людина, він наполегливо намагається виправдатися перед суспільством, але останнє сприймає його вчинки з точністю навпаки. Хлопець ставиться до жінок і дівчат з повагою і не користується їхнім станом у власних цілях. Він також не любить, коли його називають «королем демонів».
В інших випадках, коли його сильно дратують, зраджують чи нападають, Акто має ознаки насильницької особистості, він ненавидить підлість та інші негативні риси людського характеру. Попри це намагається завжди робити правильні речі. Акто має неймовірну кількість магічної сили всередині себе, яка іноді виходить з-під контролю. Сай взагалі доволі серйозна особистість, але не без деякого гумору.
Незважаючи на добродушність і бажання зробити світ кращим, хлопець негативно чи скептично ставиться до світових релігій, зокрема, до існування Бога, і навіть потрапив у конфлікт, коли був дитиною в церковному притулку.
Акто здатний контролювати і маніпулювати маною, формою енергії, що знаходиться в тілах живих істот і в повітрі. Наприклад, він здатний поглинути ману великого демона-собаки, таким чином, перетворюючи його назад в нормальне щеня, подвиг, який ніколи не була виконана раніше. Проте його наздібності часто призводять катастрофічних вибухів.
У манзі він зображений як дуже хороший кухар.
- Дзюнко Хатторі (яп. 服部絢子)

Центральний жіночий персонаж, студентка класу 1-А та староста. Зустріла Акто у поїзді до школи, уклала з ним символічний договір про дружбу і вірність (уперше з хлопцем), щоб світ став кращим. Має синє волосся і блакитні очі, носить два червоних кліпи на лівій стороні обличчя. У неї є молодша сестра, Юко Хатторі.
Учениця бога Сухари і член клану ніндзь. Її сім'ї воїнів доручено захищати імперію протягом кількох поколінь. Дуже віддана самурайському духу, як і традиціям, і має сильне почуття справедливості. Її мета полягає в тому, щоб служити своєму народові, сила в основному базується на мечі.
Коли вона виявляє, що Саю судилося стати королем демонів, вирішує, що в інтересах суспільства знищити його, вважаючи, що він знав про свою долю і що він обдурив її під час становлення друзів. Дівчина часто спотворює його спроби добрих справ і намірів.
У неї розвиваються романтичні почуття до Акто протягом всього серіалу, справа доходить до того, що в один момент дівчина не заперечує думку про шлюб з ним. Згідно з Кеною Сьога Дзюнко — найкраща подруга Акто, а відповідно до Короне Хатторі й Акто повинні одружитися.
В аніме і деякою мірою в манзі вона зображується як цундере. Прізвище її сім'ї взято зі знаменитого самурая Ханзо Хатторі.
- Кена Сьога (яп. 曽我 けーな)

Центральний жіночий персонаж, однокласниця Акто в класі 1-А, яка завжди носить птахоподібну шпильку, пізніше з'ясувалося, що це подарунок від Сая, коли вони були дітьми у притулку.
Може левітувати та робити себе невидимою, хоча це відноситься тільки до тіла; шпилька і будь-який інший одяг залишаються видимими. Крім майже повної невидимості і польоту, Кена не проявляє інші магічні здібності. Вона здібна учениця, але часто відсутня в класі, що дратує. Любить рис і зберігає рисоварку, хоча вони заборонені в гуртожитку. Дівчина вважає, що всі були б задоволені, якщо б їли рис разом.
Кена часто виглядає наївною і досить безглуздою, діє на підставі дивних стимулів. Часто називає Акто як «А-тяном», хлопець їй подобається і вона не соромиться висловлювати свої почуття до нього.

## Медіа

### Ранобе
Перший том опублікований 1 лютого 2008 Hobby Japan під лейблом HJ Bunko, в цілому 11 томів доступні станом на 1 грудня 2010-го.
| №  | Назва | Дата виходу     | ISBN                   |
| -- | --- | --------------- | ---------------------- |
| 1  | Maō ni Nanka Naritakunai! (魔王になんかなりたくない！)                                                        | 1 лютого 2008   | ISBN 978-4-89425-660-6 |
| 2  | Gakuen ni Kakusa Reta Himitsu ni Idomu! (学園に隠された秘密に挑む！)                                          | 1 травня 2008   | ISBN 978-4-89425-703-0 |
| 3  | Dokitsu! Mizugi Matsuri no Rinkai Gakkō-hen!! (どきっ！ 水着祭りの臨海学校編!!)                               | 1 вересня 2008  | ISBN 978-4-89425-759-7 |
| 4  | Maō no Chikara ga Tsuini Kakusei Suru! (魔王の力がついに覚醒する！)                                           | 1 грудня 2008   | ISBN 978-4-89425-794-8 |
| 5  | Maō Akuto wa Kami o Korosu Koto ga Dekiru no ka!? (魔王・阿九斗は神を殺すことができるのか!?)                  | 1 березня 2009  | ISBN 978-4-89425-830-3 |
| 6  | Nazo ni Michita Tenkōsei Kēna no Shōtai wa!? (謎に満ちた転校生ケーナの正体は!?)                               | 30 червня 2009  | ISBN 978-4-89425-882-2 |
| 7  | Akuto to o Neratta Inbō ga Gakuin Subete o Nomikomu!! (阿九斗を狙った陰謀が学院全てを飲み込む!!)              | 1 вересня 2009  | ISBN 978-4-89425-929-4 |
| 8  | Maō VS Maō!? (魔王VS魔王!?)                                                                                   | 1 грудня 2009   | ISBN 978-4-89425-966-9 |
| 9  | Saikyō no Kōtei ni Idomu, Maō Akuto no Tatakai no Yukue wa!? (最強の皇帝に挑む、魔王・阿九斗の闘いの行方は!?) | 1 квітня 2010   | ISBN 978-4-7986-0029-1 |
| 10 | Kōtei ni Natta ke ̄Naga Sassoku dai Bōsō!? (皇帝になったけーなが早速大暴走!?)                                  | 1 липня 2010    | ISBN 978-4-7986-0077-2 |
| 11 | Kōi Sōdatsu-sen Boppatsu!? (皇位争奪戦勃発!?)                                                                 | 1 грудня 2010   | ISBN 978-4-7986-0150-2 |
| 12 | Kono Sekainohate ni Aru Mono to wa? (この世界の果てにある物とは？)                                            | 29 вересня 2012 | ISBN 978-4-7986-0460-2 |
| 13 | Soshite `Monogatari' wa Shinjitsu ni Itaru ――. (そして「物語」は真実に至る――。)                               | 29 березня 2014 | ISBN 978-4-7986-0799-3 |

### Манґа
Манга-адаптація розпочалася у листопаді 2008 у Champion Red. Перший том опублікований видавництвом Akita Shoten 20 травня 2009, на 5 липня 2011-го доступні три томи.
| № | Дата виходу (Японською) | ISBN (Японською)       |
| - | ----------------------- | ---------------------- |
| 1 | 20 травня 2009          | ISBN 978-4-253-23466-5 |
| 2 | 19 березня 2010         | ISBN 978-4-253-23467-2 |
| 3 | 20 травня 2011          | ISBN 978-4-253-23468-9 |
| 4 | 20 квітня 2012          | ISBN 978-4-253-23469-6 |
| 5 | 18 квітня 2014          | ISBN 978-4-253-23470-2 |

### Drama CD
Випущено дві drama CD, продюсер — Edge Records. Перший drama CD випущений 25 лютого і другий — 30 грудня 2009 р.